# Bob le flambeur
Pour plus de détails, voir Fiche technique et Distribution.
Bob le flambeur est un film français de Jean-Pierre Melville tourné en 1955 et sorti en 1956.

## Synopsis
Bob, ancien truand repenti, est dévoré par la dépendance au jeu. Il écume les tripots de Montmartre et rencontre une jeune fille sans ressource, Anne, qui est sur le point de sombrer dans la prostitution.
Ruiné par le jeu et souhaitant se renflouer financièrement, Bob projette de cambrioler le casino de Deauville dont le coffre-fort contient une forte somme d'argent. Il réunit une équipe pour cambrioler l'établissement et achète les plans du sous-sol. Parmi ses comparses figure Paulo, qui tombe amoureux d'Anne.

## Fiche technique
- Titre : Bob le flambeur
- Réalisation : Jean-Pierre Melville
- Scénario original : Jean-Pierre Melville
- Adaptation : Jean-Pierre Melville et Auguste Le Breton
- Dialogue : Auguste Le Breton
- Photographie : Henri Decae
- Assistant-réalisateur : François Gir, Yves-André Hubert et Leo Fortel
- Son : Jean Carrère et Pierre Philippenko
- Musique : Eddie Barclay et Jo Boyer
- Non crédité : La Valse des Lilas (1955) de Michel Legrand que l'on peut entendre en illustration sonore d'une scène dans la boite de nuit.
- Décors : Claude Bouxin
- Montage : Monique Bonnot
- Script : Jacqueline Parey
- Société de production O.G.C. - Organisation générale cinématographique (Paris)
- Société de production Cyme Productions
- Société de production Play Art
- Société de production Protis Films (Marseille)
- Directeur de production Florence Melville
- Distributeur d'origine Mondial Films (Paris)
- Pays :  France
- Format : Noir et blanc - 1,37:1 - 35 mm - Son mono
- Genre : Film noir
- Durée : 98 minutes
- Date de sortie : 
  - France -  : 24 août 1956 (Paris)
- Affiche : Jean Mascii (France)

## Distribution
- Roger Duchesne : Robert Montagné, dit « Bob le Flambeur »
- Isabelle Corey : Anne, l'entraîneuse
- Daniel Cauchy : Paulo
- Guy Decomble : le commissaire Ledru
- Simone Paris : Yvonne
- André Garret : Roger
- Claude Cerval : Jean, le croupier du Casino de Deauville
- Colette Fleury : la femme de Jean
- Gérard Buhr : Marc, le proxénète
- Howard Vernon : Mc Kimmie
- Kris Kersen : un gangster
- Jean-François Drach : un gangster
- René Havard : un policier
- Émile Cuvelier : un policier
- Roland Charbeaux : un policier
- François Gir : un policier
- Tételman : le « tailleur »
- Annick Bertrand : fille au bar
- Yvette Amirante : la copine d'Anne
- Yannick Arvel : fille au bar
- Jean-Marie Robain : un joueur de poker
- Jean-Pierre Melville : la voix du narrateur
- François André : M. André, le directeur du casino de Deauville
- Max Dejean : un touriste au night-club
- Maurice Magalon : le changeur
- Louis Saintève : un monsieur âgé au Privé
- Charles Charasse : le croupier (non crédité)
- André Salgues
- Pierre Durrieu

## Autour du film
- Le film a directement inspiré L'Inconnu de Las Vegas, puis fut réadapté au cinéma par Neil Jordan dans L'Homme de la Riviera en 2002.